# Movistar Open 1997 - Qualificazioni singolare
Le qualificazioni del singolare  del Movistar Open 1997 sono state un torneo di tennis preliminare per accedere alla fase finale della manifestazione. I vincitori dell'ultimo turno sono entrati di diritto nel tabellone principale. In caso di ritiro di uno o più giocatori aventi diritto a questi sono subentrati i lucky loser, ossia i giocatori che hanno perso nell'ultimo turno ma che avevano una classifica più alta rispetto agli altri partecipanti che avevano comunque perso nel turno finale.
Le qualificazioni del torneo Movistar Open 1997 prevedevano 32 partecipanti di cui 4 sono entrati nel tabellone principale.

## Teste di serie
1. Lucas Arnold Ker (secondo turno)
2. Ramón Delgado (ultimo turno)
3. Jacobo Diaz-Ruiz (Qualificato)
4. Guillermo Cañas (secondo turno)

1. Stefan Koubek (primo turno)
2. Franco Squillari (primo turno)
3. Álex López Morón (secondo turno)
4. Gastón Etlis (secondo turno)

## Qualificati
1. Mariano Puerta
2. Francisco Cabello

1. Jacobo Diaz-Ruiz
2. Sebastián Prieto

## Tabellone

### Legenda
| - Q = Qualificato - WC = Wild card - LL = Lucky loser | - ALT = Alternate - SE = Special Exempt - PR = Protected Ranking | - w/o = Walkover - r = Ritirato - d = Squalificato |

### Sezione 1
|  | Primo turno       | Primo turno       | Primo turno       | Primo turno | Primo turno |  |  | Secondo turno | Secondo turno     | Secondo turno     | Secondo turno  | Secondo turno  |   |   | Ultimo turno      | Ultimo turno      | Ultimo turno      | Ultimo turno | Ultimo turno |  |
|  |                   |                   |                   |             |             |  |  |               |                   |                   |                |                |   |   |                   |                   |                   |              |              |  |
|  | 1                 | Lucas Arnold Ker  | Lucas Arnold Ker  | 6           | 6           |  |  |               |                   |                   |                |                |   |   |                   |                   |                   |              |              |  |
|  |                   | Miguel Miranda    | Miguel Miranda    | 3           | 0           |  |  | 1             | Lucas Arnold Ker  | Lucas Arnold Ker  | 2              | 4              |   |   |                   |                   |                   |              |              |  |
|  | Fernando González | Fernando González | Fernando González | 7           | 6           |  |  |               | Fernando González | Fernando González | 6              | 6              |   |   |                   |                   |                   |              |              |  |
|  | Alexandre Simoni  | Alexandre Simoni  | Alexandre Simoni  | 6           | 1           |  |  |               |                   |                   |                |                |   |   | Fernando González | Fernando González | Fernando González | 1            | 1            |  |
|  | Mariano Puerta    | Mariano Puerta    | Mariano Puerta    | 6           | 6           |  |  |               |                   | Mariano Puerta    | Mariano Puerta | Mariano Puerta | 6 | 6 |                   |                   |                   |              |              |  |
|  | Adrián García     | Adrián García     | Adrián García     | 1           | 2           |  |  |               | Mariano Puerta    | 6                 | 0              | 7              |   |   |                   |                   |                   |              |              |  |
|  | 7                 | Álex López Morón  | 4                 | 6           | 6           |  |  | 7             | Álex López Morón  | 4                 | 6              | 5              |   |   |                   |                   |                   |              |              |  |
|  |                   | Mariano Hood      | 6                 | 2           | 2           |  |  |               |                   |                   |                |                |   |   |                   |                   |                   |              |              |  |

### Sezione 2
|  | Primo turno       | Primo turno                | Primo turno   | Primo turno | Primo turno |  |  | Secondo turno | Secondo turno     | Secondo turno | Secondo turno     | Secondo turno     |   |   | Ultimo turno | Ultimo turno  | Ultimo turno  | Ultimo turno | Ultimo turno |  |
|  |                   |                            |               |             |             |  |  |               |                   |               |                   |                   |   |   |              |               |               |              |              |  |
|  | 2                 | Ramón Delgado              | 6             | 4           | 7           |  |  |               |                   |               |                   |                   |   |   |              |               |               |              |              |  |
|  |                   | Americo Venero-Montes      | 0             | 6           | 5           |  |  | 2             | Ramón Delgado     | 3             | 6                 | 6                 |   |   |              |               |               |              |              |  |
|  | Sergio Cortés     | Sergio Cortés              | Sergio Cortés | 6           | 6           |  |  |               | Sergio Cortés     | 6             | 3                 | 2                 |   |   |              |               |               |              |              |  |
|  | Felipe Parada     | Felipe Parada              | Felipe Parada | 0           | 2           |  |  |               |                   |               |                   |                   |   |   | 2            | Ramón Delgado | Ramón Delgado | 2            | 3            |  |
|  | Francisco Cabello | Francisco Cabello          | 4             | 6           | 6           |  |  |               |                   |               | Francisco Cabello | Francisco Cabello | 6 | 6 |              |               |               |              |              |  |
|  | Davide Scala      | Davide Scala               | 6             | 1           | 4           |  |  |               | Francisco Cabello | 6             | 6                 | 7                 |   |   |              |               |               |              |              |  |
|  | 8                 | Gastón Etlis               | 6             | 7           | 6           |  |  | 8             | Gastón Etlis      | 7             | 1                 | 6                 |   |   |              |               |               |              |              |  |
|  |                   | Salvador Navarro-Gutierrez | 7             | 6           | 4           |  |  |               |                   |               |                   |                   |   |   |              |               |               |              |              |  |

### Sezione 3
|  | Primo turno     | Primo turno      | Primo turno      | Primo turno | Primo turno |  |  | Secondo turno    | Secondo turno    | Secondo turno    | Secondo turno    | Secondo turno    |   |   | Ultimo turno | Ultimo turno     | Ultimo turno     | Ultimo turno | Ultimo turno |  |
|  |                 |                  |                  |             |             |  |  |                  |                  |                  |                  |                  |   |   |              |                  |                  |              |              |  |
|  | 3               | Jacobo Diaz-Ruiz | Jacobo Diaz-Ruiz | 6           | 6           |  |  |                  |                  |                  |                  |                  |   |   |              |                  |                  |              |              |  |
|  |                 | Agustín Calleri  | Agustín Calleri  | 4           | 2           |  |  | 3                | Jacobo Diaz-Ruiz | Jacobo Diaz-Ruiz | 6                | 6                |   |   |              |                  |                  |              |              |  |
|  | Jaime Oncins    | Jaime Oncins     | 5                | 6           | 6           |  |  |                  | Jaime Oncins     | Jaime Oncins     | 3                | 3                |   |   |              |                  |                  |              |              |  |
|  | Stefano Cobolli | Stefano Cobolli  | 7                | 4           | 3           |  |  |                  |                  |                  |                  |                  |   |   | 3            | Jacobo Diaz-Ruiz | Jacobo Diaz-Ruiz | 7            | 7            |  |
|  | Jan Weinzierl   | Jan Weinzierl    | Jan Weinzierl    | 6           | 6           |  |  |                  |                  |                  | Martín Rodríguez | Martín Rodríguez | 5 | 6 |              |                  |                  |              |              |  |
|  | Oleg Ogorodov   | Oleg Ogorodov    | Oleg Ogorodov    | 2           | 3           |  |  | Jan Weinzierl    | Jan Weinzierl    | Jan Weinzierl    | 4                | 1                |   |   |              |                  |                  |              |              |  |
|  |                 | Martín Rodríguez | Martín Rodríguez | 7           | 6           |  |  | Martín Rodríguez | Martín Rodríguez | Martín Rodríguez | 6                | 6                |   |   |              |                  |                  |              |              |  |
|  | 5               | Stefan Koubek    | Stefan Koubek    | 6           | 3           |  |  |                  |                  |                  |                  |                  |   |   |              |                  |                  |              |              |  |

### Sezione 4
|  | Primo turno      | Primo turno      | Primo turno      | Primo turno | Primo turno |  |  | Secondo turno    | Secondo turno    | Secondo turno    | Secondo turno    | Secondo turno    |   |   | Ultimo turno  | Ultimo turno  | Ultimo turno  | Ultimo turno | Ultimo turno |  |
|  |                  |                  |                  |             |             |  |  |                  |                  |                  |                  |                  |   |   |               |               |               |              |              |  |
|  | 4                | Guillermo Cañas  | Guillermo Cañas  | 6           | 7           |  |  |                  |                  |                  |                  |                  |   |   |               |               |               |              |              |  |
|  |                  | André Sá         | André Sá         | 1           | 5           |  |  | 4                | Guillermo Cañas  | 5                | 6                | 5                |   |   |               |               |               |              |              |  |
|  | Diego del Río    | Diego del Río    | Diego del Río    | 6           | 6           |  |  |                  | Diego del Río    | 7                | 3                | 7                |   |   |               |               |               |              |              |  |
|  | Tomáš Anzari     | Tomáš Anzari     | Tomáš Anzari     | 1           | 1           |  |  |                  |                  |                  |                  |                  |   |   | Diego del Río | Diego del Río | Diego del Río | 6            | 4            |  |
|  | Francisco Ruiz   | Francisco Ruiz   | Francisco Ruiz   | 7           | 7           |  |  |                  |                  | Sebastián Prieto | Sebastián Prieto | Sebastián Prieto | 7 | 6 |               |               |               |              |              |  |
|  | Mariano Zabaleta | Mariano Zabaleta | Mariano Zabaleta | 5           | 5           |  |  | Francisco Ruiz   | Francisco Ruiz   | 6                | 6                | 5                |   |   |               |               |               |              |              |  |
|  |                  | Sebastián Prieto | 6                | 3           | 6           |  |  | Sebastián Prieto | Sebastián Prieto | 2                | 7                | 7                |   |   |               |               |               |              |              |  |
|  | 6                | Franco Squillari | 4                | 6           | 1           |  |  |                  |                  |                  |                  |                  |   |   |               |               |               |              |              |  |